# Alcalá de Moncayo
Alcalá de Moncayo là một đô thị ở tỉnh Zaragoza, Aragon, Tây Ban Nha. Theo điều tra dân số 2004 của Viện thống kê Tây Ban Nha (INE), đô thị này có dân số là 144 người. Diện tích đô thị này là 13 ki-lô-mét vuông. Đô thị này nằm ở độ cao 766 m trên mực nước biển. Cự ly đến các thành phố là: Cách Zaragoza 85 km, cách Tarazona 17 km. 